# British Columbia Highway 18
Der British Columbia Highway 18 in British Columbia befindet sich auf der, der kanadischen Westküste, vorgelagerten Insel Vancouver Island. Der Highway hat eine Länge von 26 km. Er beginnt in Duncan und endet in Lake Cowichan.

## Streckenverlauf
Der Highway beginnt am Highway 1 im Norden von Duncan. Er führt nach Westen parallel des Cowichan River. Wesentliche Siedlungen existieren nicht entlang der Strecke. Der Highway endet in Lake Cowichan, das Straßenende teilt sich in die Straße nach Youbou und die Southern Shore Road nach Port Renfrew an der Südwestküste von Vancouver Island.